# Пилот (Во все тяжкие)
Пилот (англ. Pilot) — первый эпизод американского криминального драматического сериала «Во все тяжкие». Премьера эпизода состоялась 20 января 2008 года на канале AMC. Автором сценария и режиссёром стал Винс Гиллиган. Эпизод был хорошо воспринят критиками и получил несколько номинаций и наград.

## Сюжет
Серия начинается с того, что мужчина (Брайан Крэнстон) в нижнем белье и в противогазе ведёт автофургон по дороге в пустыне Нью-Мексико. Другой молодой мужчина (Аарон Пол), также в противогазе, находится в пассажирском сиденье без сознания. Фургон трясёт по неровной дороге и на поворотах, а два тела скользят по полу фургона. Затем фургон попадает в кювет и останавливается. Водитель выбирается из фургона, забрав из него видеокамеру, кошелёк и пистолет. Назвав себя Уолтером Хартвеллом Уайтом, он записывает обращение на камеру к своей жене и сыну. На заднем плане слышны приближающиеся сирены. Уолт завершает видеозапись, выходит на дорогу и нацеливает пистолет в сторону приближающихся сирен.
За три недели до этого Уолтеру исполняется 50 лет. Он живёт в Альбукерке с беременной женой Скайлер (Анна Ганн) и сыном Уолтером-младшим (Ар Джей Митт), больным ДЦП. Он работает преподавателем химии в школе, проводя уроки у незаинтересованных и зачастую дерзких учеников. Уолт не много зарабатывает в школе, поэтому дополнительно работает кассиром на местной автомойке. Иногда ему приходится работать мойщиком машин, что становится особенно унизительным, когда он моет машину одного из своих учеников.
Уолт возвращается домой, где его ожидает сюрприз: Скайлер организовывает вечеринку по случаю его дня рождения. Среди гостей — свояк Уолта, агент УБН Хэнк Шрейдер (Дин Норрис), его жена Мари (Бетси Брандт). Хэнк появляется в выпуске новостей, где рассказывают о полицейской облаве на лабораторию по производству метамфетамина. Заинтригованный Уолт интересуется у Хэнка, сколько денег было обнаружено на месте преступления, на что тот отвечает: «700 000 долларов. Неплохой улов», после чего приглашает Уолта поучаствовать в очередной облаве в качестве пассажира-наблюдателя.
На следующий день Уолт теряет сознание на автомойке. Его увозят в больницу в машине скорой помощи. В больнице врач сообщает Уолтеру, что у него неоперабельный рак лёгких и что ему в лучшем случае с применением химиотерапии осталось жить пару лет. Вернувшись домой, Уолт не сообщает об этом Скайлер. На автомойке Уолт выходит из себя, оскорбляет своего начальника и в гневе уходит. Затем он принимает предложение Хэнка и наблюдает за облавой на нарколабораторию. Когда Хэнк и его напарник Стивен Гомес (Стивен Майкл Кесада) выходят на зачистку места преступления, Уолт ждёт в полицейской машине и замечает своего бывшего ученика, Джесси Пинкмана (Аарон Пол), который выпрыгивает из окна соседнего дома, тогда как его партнёра Эмилио арестовывают сотрудники УБН. Позднее Уолт находит адрес Джесси и наносит ему визит. Он ставит Пинкману ультиматум: либо они вместе «варят» метамфетамин, либо Уолт «сдаёт» Джесси в УБН.
Уолт крадёт со школьного склада лабораторные стаканы, колбы, два противогаза и защитные фартуки. Джесси предлагает устроить передвижную лабораторию по производству метамфетамина, купив «дом на колёсах» (автофургон). Уолт снимает со своего счёта около 7 тысяч долларов и отдаёт Джесси, на что тот замечает, что продавец требует за фургон 8,5 тысяч. Уолт отвечает, что больше денег у него нет. Затем Джесси покупает фургон. Пара едет в пустыню, где Уолт раздевается до нижнего белья и, используя свои исключительные познания в химии, педантично изготавливает кристаллический метамфетамин. Увидев готовый продукт, Джесси сообщает, что это «самый чистый мет», который он когда-либо видел.
Джесси относит образец наркодилеру по прозвищу Крейзи-8 (Максимино Арсиньега), который приходится кузеном его бывшему партнёру Эмилио. Освобождённый под залог, Эмилио считает, что Джесси «кинул» его. Джесси, Крейзи-8 и Эмилио едут в пустыню к фургону. Крейзи-8 предлагает Уолту деньги и сотрудничество. Уолт не успевает ответить, так как Эмилио узнаёт Уолта и сообщает Крейзи-8, что тот присутствовал при его аресте и считает, что Уолт работает в УБН. Крейзи-8 угрожает Уолту пистолетом. Джесси пытается бежать, но спотыкается, падает и теряет сознание от удара головой о камень. Уолт обещает раскрыть свой рецепт приготовления метамфетамина в обмен на свою жизнь. В фургоне, когда Уолт готовит ингредиенты, Эмилио выбрасывает непотушенную сигарету из окна, из-за чего загорается сухая трава. Уолт смешивает химикаты, после чего образуется ядовитый газ фосфин. Он быстро выбегает из фургона, заперев внутри наркодилеров.
Уолт развязывает Джесси, после чего видит пожар, начавшийся от выброшенной Эмилио сигареты. После безуспешных попыток потушить огонь Уолт надевает на находящегося без сознания Пинкмана противогаз, перетаскивает своего напарника в пассажирское сиденье фургона и покидает зону возгорания с телами наркодилеров внутри фургона. Вскоре фургон попадает в кювет и останавливается. В отдалении слышится звук приближающихся сирен. Уолт стоит в центре дороги и пытается застрелиться, но предохранитель не даёт ему этого сделать. Он неуклюже обращается с пистолетом, после чего происходит случайный выстрел. Вскоре Уолт видит, что звук сирен исходил не от полицейских машин, а от пожарных грузовиков, после чего прячет пистолет в свои трусы. Пришедший в сознание Джесси выходит из фургона. Вернувшись домой, Уолт отвечает на вопросы встревоженной жены сексуальным напором, на что она удивлённо спрашивает: «Уолт, ты ли это?»

## Производство
Создателем «Во все тяжкие» стал телесценарист Винс Гиллиган, задумавший превратить протагониста в антагониста. Он заявил: «Исторически телевидение преуспело в сохранении персонажей в созданном ими же образе, и этот образ мог сохраняться годами и десятилетиями. Когда я осознал это, следующим логическим шагом стала мысль о том, как я могу создать сериал, в котором фундаментальным драйвером станет перемена в главном герое». Он добавил, что его целью было превратить Уолтера Уайта из мистера Чипса в «Лицо со шрамом». Идея о том, что главный герой станет дилером метамфетамина, пришла к Гиллигану, когда он общался со знакомым сценаристом Томасом Шнауцом и они шутили на тему того, что решить проблемы с их безработицей можно «организовав лабораторию по производству мета в автофургоне и ездить по стране, варить мет и делать деньги». По изначальному сценарию съёмки должны были проходить в Риверсайде, Калифорния, но затем были перенесены в Альбукерке, так как штат Нью-Мексико предлагал лучшие финансовые условия для съёмок. Место действия самого сериала также было перенесено в Альбукерке, так как иначе, согласно Гиллигану, «постоянно пришлось бы избегать кадров с видами гор Сандия на востоке».
Гиллиган пригласил Брайна Крэнстона на роль Уолтера Уайта, имея опыт совместной работы в шестом сезоне сериала «Секретные материалы», в котором Гиллиган был автором сценария. Гиллиган отметил, что главный герой сериала должен был быть одновременно вызывающим симпатию и отталкивающим, и: «Только Брайан был тем актёром, который мог это воплотить в жизнь. И это настоящий фокус. Я понятия не имею, как он это делает». Руководство телеканала AMC сначала скептически отнеслось к кастингу Крэнстона, так как он был наиболее известен по комедийной роли Хэла в сериале «Малкольм в центре внимания». Представители AMC хотели отдать главную роль Джону Кьюсаку или Мэттью Бродерику, но оба актёра отвергли предложение. Увидев игру Крэнстона в эпизоде «Секретных материалов», руководство AMC согласилось пригласить его на кастинг. Для пилотной серии Крэнстон набрал десять фунтов (около 4,5 кг) веса, а также покрасил волосы в коричневый цвет для маскировки своего естественного рыжего оттенка волос. Крэнстон сотрудничал с дизайнером костюмов Кэтлин Деторо и специалистом по макияжу Фридой Валензуэлой, которые пытались придать образу Уолтера Уайта вид ничем не примечательного, «мягкого» и «слабого» человека.

## Реакция
Эпизод получил позитивные отзывы критиков. Роберт Бианко из USA Today похвалил игру Брайана Крэстона, назвав её «захватывающей и яркой». Джонатан Сторм из Philadelphia Inquirer похвалил сериал, назвав его «непредсказуемым и вдохновляющим». Барри Гаррон из The Hollywood Reporter отметил, что сериал «держит в напряжении и удивляет». Донна Баумен из The A.V. Club написала положительную рецензию на пилотную серию, отметив «завораживающую» и «нигилистическую» игру Крэнстона.
Брайан Крэнстон выиграл премию «Эмми» за лучшую мужскую роль в драматическом телесериале за игру в этой серии на 60-й церемонии вручения премии «Эмми». Винс Гиллиган был номинирован на премию «Эмми» за лучшую режиссуру драматического сериала и стал обладателем премии Гильдии сценаристов США за лучший сценарий в эпизоде драматического телесериала. Линн Уиллингем выиграл премию «Эмми» за лучший монтаж драматического сериала, а Джон Толл был номинирован на премию «Эмми» за лучшую операторскую работу в одночасовом эпизоде.
В 2013 году Винс Гиллиган сообщил, что пилотную серию «Во все тяжкие» посмотрело менее миллиона зрителей. «Мы вышли в то же время, когда транслировался какой-то крупный футбольный матч», что отрицательно сказалось на рейтингах.